# Rubab
|  | Per a altres significats, vegeu «Rabâb». |

El rubab o robab (persa: رباب, rubab) és un instrument de corda semblant al llaüt, originari de l'Afganistan.
El nom deriva de l'àrab rabab que significa ‘tocat amb un arc’, però a Àsia central les cordes són pinçades i té una construcció diferent. El rubab s'empra principalment en la música de l'Afganistan, del Caixmir i dels pobles paixtu i kurd.
El rubab és un llaüt de mànec curt, tallat en un sol bloc de fusta, que té la caixa de ressonància coberta amb una membrana sobre la qual se situa el pont. Es fabrica amb fusta de morera, la membrana és de cuir d'animal (sovint de cabra) i les cordes poden ser fetes amb intestins o plàstic. Té tres cordes melòdiques afinades en quartes, tres cordes de bordó i 11 o 12 cordes simpàtiques.
El rubab és conegut com el «lleó dels instruments musicals» i és, juntament amb el zerbaghali, un dels dos instruments musicals nacionals de l'Afganistan. També se l'anomena rebab de Kabul o rebab kabuli. S'usa molt en els països veïns a l'Afganistan, com ara l'Iran, el Pakistan, el Tadjikistan o l'Uzbekistan.
És un antecessor del sarod indi en què les cordes es pincen com en el cas del rubab.
Quan el músic musulmà Mardana es va convertir en el primer deixeble de Guru Nanak, el rubab es va tornar un component essencial de la música sikh, però, encara que va derivar el seu nom del rubab, l'instrument del Panjab va adoptar un mètode diferent de construcció.
Hi ha proves de l'existència del rubab des del segle vii. És esmentat per antics llibres perses i per diversos poetes de la tradició sufí.
El rubab iranià és lleugerament diferent dels originals afganesos. Al Tadjikistan tenen un rubab similar, que té un cos i pal més plans. El rubab del Pamir té sis cordes de budell, una de les quals, en comptes d'anar des del cap al pont, està subjecta a la meitat del pal, en forma similar a la cinquena corda del banjo americà.